# Gustav Vermehren
Gustav Vermehren, född den 28 december 1863 i Köpenhamn, död där den 2 september 1931, var en dansk målare. Han var son till Frederik Vermehren.

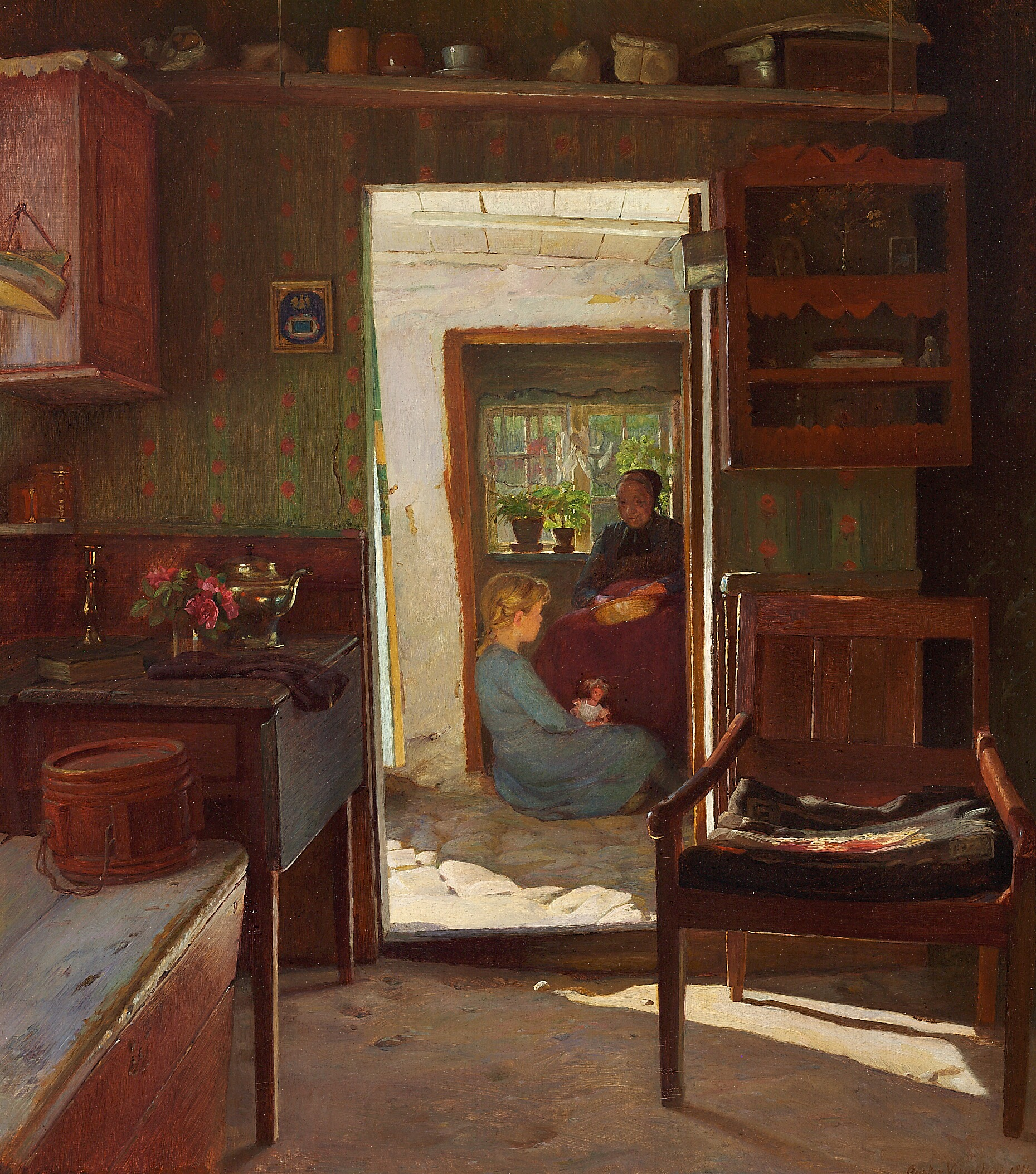
Lille pige og hendes bestemoder, 1916.

Vermehren studerade vid konstakademien i Köpenhamn 1881—1887 och blev genremålare. Bland hans arbeten märks "En kräsen Rad" (1893, konstmuseet), Byskomakare (1894), Underskriften (1912) och I middagssolen (1914). Vermehren var inspektör för kungaparets konstsamlingar 1893—1912 och sekreterare i Foreningen for National Kunst.